# Esparza de Galar
Esparza de Galar en espagnol ou Espartza en basque est un village situé dans la municipalité de Galar dans la communauté forale de Navarre, en Espagne. Il est doté du statut de concejo.
Esparza de Galar est situé dans la zone linguistique mixte de Navarre.